# قاو يانهوا
قاو يانهوا (من مواليد 16 ديسمبر 1976) هي لاعبة تجديف من الصين.
شاركت في دورة الألعاب الآسيوية 2006 في الدوحة بقطر.

## روابط خارجية
- قاو يانهوا على موقع الاتحاد الدولي للتجديف (الإنجليزية)
- قاو يانهوا على موقع أوليمبيديا (الإنجليزية)
- قاو يانهوا على موقع اللجنة الأولمبية الصينية (الإنجليزية)